# Ewa Pawlikowska
Ewa Pawlikowska (ur. 26 grudnia 1974 w Nowym Targu) – polska karateka stylu Kyokushin, posiadająca 4 dan.
W 1996 r. powołana do Polskiej Kadry Narodowej. Mieszka w Nowym Targu gdzie prowadzi zajęcia w Nowotarskim Klubie Karate Kyokushin. Wygrała plebiscyt „Dziennika Polskiego” na Najpopularniejszego Sportowca Podhala 2009 roku. Wyróżniona na Mistrzostwach Europy i Świata „Best Tamashiwari”. Z zawodu jest magistrem inżynierem ochrony środowiska, absolwentka Politechniki Krakowskiej. Od 2009 roku członek zarządu Polskiego Związku Karate. Od 2013 roku trener klasy drugiej o specjalności karate. Ewa Pawlikowska była kandydatką Podhalańskiej Wspólnoty Samorządowej. w 2011 r. została radną po wygaśnięciu mandatu Marka Fryźlewicza, który objął funkcję burmistrza miasta Nowy Targ. Zgodnie z ordynacją wyborczą na jego miejsce weszła Pawlikowska, która zdobyła najwięcej głosów.

## Osiągnięcia i sukcesy
- Mistrzostwa Polski – Gdańsk 1996 I miejsce
- Mistrzostwa Europy – Wolos 1996 I miejsce
- Mistrzostwa Polski – Koszalin 1997 I miejsce
- Mistrzostwa Europy – Gdańsk1997 II miejsce
- Mistrzostwa Tokio – Tokio 1997 I miejsce
- Mistrzostwa Polski – Wrocław1998 I miejsce
- Puchar Europy – Bergen 1998 II miejsce
- Mistrzostwa Europy – Saragossa 1998 III miejsce
- Mistrzostwa Świata – Tokio1998 I miejsce
- Mistrzostwa Polski – Siedlce 1999 I miejsce
- Mistrzostwa Ameryk – Nowy Jork 1999 I miejsce (Yokozuna)
- Puchar Europy – Bergen 2000 I miejsce
- Mistrzostwa Polski -Kielce 2000 I miejsce
- Mistrzostwa Europy – Porto 2000 I miejsce
- Mistrzostwa Ameryki Północnej – Chicago2000 I miejsce
- Mistrzostwa Ameryk – Nowy Jork2000 I miejsce (Yokozuna)
- Mistrzostwa Polski – Krosno 2001 I miejsce
- Mistrzostwa Europy – Szentes 2001 I miejsce
- Mistrzostwa Świata – Osaka 2001 II miejsce (Japonia)
- Mistrzostwa Ameryk – Nowy Jork2001 I miejsce (Yokozuna)
- Puchar Polski – Gliwice 2001 I miejsce
- Mistrzostwa Polski – Toruń 2002 I miejsce
- Mistrzostwa Europy – Warna 2002 I miejsce
- Mistrzostwa Świata – Nowy Jork 2003 I miejsce
- Mistrzostwa Świata – Tokio 2005 II miejsce
- Mistrzostwa Europy – Warna 2005 I miejsce
- Mistrzostwa Europy – Wolos 2007 I miejsce
- Mistrzostwa Polski – Zawiercie 2008 I miejsce
- Mistrzostwa Europy – Vitoria Hiszpania 2008 II miejsce
- Mistrzostwa Ameryk – Nowy Jork 2008 I miejsce
- Mistrzostwa Polski – Sieradz 2009 I miejsce
- Mistrzostwa Europy – Bukareszt, Rumunia 2009 II miejsce
- Mistrzostwa Europy – Kijów, Ukraina 2010 II miejsce